# Trinidad (Colorado)
Trinidad és una població dels Estats Units, seu del comtat de Las Animas, a l'estat de Colorado. Segons el cens del 2000 tenia 9.078 habitants.

## Demografia
Segons el cens del 2000, Trinidad tenia 9.078 habitants, 3.701 habitatges, i 2.335 famílies. La densitat de població era de 555,5 habitants per km².
Dels 3.701 habitatges en un 29,5% hi vivien nens de menys de 18 anys, en un 43,6% hi vivien parelles casades, en un 14,5% dones solteres, i en un 36,9% no eren unitats familiars. En el 32,7% dels habitatges hi vivien persones soles el 16,2% de les quals corresponia a persones de 65 anys o més que vivien soles. El nombre mitjà de persones vivint en cada habitatge era de 2,36 i el nombre mitjà de persones que vivien en cada família era de 2,98.
Per edats la població es repartia de la següent manera: un 24,9% tenia menys de 18 anys, un 9,4% entre 18 i 24, un 24,2% entre 25 i 44, un 22,6% de 45 a 60 i un 18,9% 65 anys o més.
L'edat mediana era de 39 anys. Per cada 100 dones de 18 o més anys hi havia 89,8 homes.
La renda mediana per habitatge era de 36.681 $ i la renda mediana per família de 3.992 $. Els homes tenien una renda mediana de 27.817 $ mentre que les dones 19.064 $. La renda per capita de la població era de 17.271 $. Entorn del 16,2% de les famílies i el 18,3% de la població estaven per davall del llindar de pobresa.

## Poblacions més properes
El següent diagrama mostra les poblacions més properes.